# Amber Stachowski
Pour les articles homonymes, voir Stachowski.
Amber Stachowski, née le 14 mars 1983 à Mission Viejo en Californie, est une joueuse de water-polo internationale américaine. Elle remporte le titre de championne du monde en 2003 ainsi que la médaille de bronze lors Jeux olympiques d'été de 2004 avec l'équipe des États-Unis.

## Palmarès

### En sélection
- États-Unis
  - Jeux olympiques :
    - Médaille de bronze : 2004.

  - Championnat du monde :
    - Vainqueur : 2003.

  - Jeux panaméricains :
    - Vainqueur : 2003.